# شوراهای دانش‌آموزی در ایران

نشانواره شوراهای دانش‌آموزی

شوراهای دانش‌آموزی نهادی در مدارس ایران است که اعضای آن با انتخابات میان دانش‌آموزان برگزیده می‌شوند. این انتخابات از سال ۱۳۷۶ برگزار می‌گردد.
اهداف برپایی آن «زمینه‌سازی رشد مهارت فردی - اجتماعی»، «توسعهٔ هم‌یاری در امور آموزشی و پرورشی» و «تعامل میان آنان و مسئولان» بیان شده‌است. انتخابات آن در هر سال آموزشی در ماه آبان برگزار می‌شود و با توجه به شرایط مدرسه و شمار دانش‌آموزان، اعضای شوراها از ۵ تا ۱۴ نفر متغیر است.
ریاست شوراهای مدارس می‌توانند بعد از انتخابات دو مرحله ای (۱-مجلس شهرستان (ناحیه) و ۲- مجلس استان) در مجلس دانش آموزی ایران (کشوری) حضور داشته باشند.

## اهداف تشکیل شوراهای دانش آموزی

انتخابات شورای دانش‌آموزی در مدرسه‌ای در نیشابور

الف) تشکل شورا به منظور تصدی گری، شامل اهداف:
۱ـ آماده‌سازی دانش آموزان برای جامعه پذیری و تمرین مشارکت اجتماعی
۲ـ استفاده از توانمندی‌های مختلف دانش آموزان به مثابه منابع انسانی در اجرای برنامه‌های درسی
۳ـ ایجاد روحیه مسئولیت پذیری و مشارکت دانش آموزان شورای دانش آموزی
۴ـ تمرین کار گروهی و آمادگی دانش آموزان برای ایجاد سازمانهای کار آفرین
۵ ـ صرفه جویی در هزینه‌های نیروی انسانی موظف
۶ ـ ایجاد حس رقابت بین کلاس‌ها در امر مشارکت در کارهای مدرسه (فاستبقوا الخیرات)
۷ ـ کاهش فاصله بین مسئولین و دانش آموزان و حذف فاصله کلاس و دفتر
ب) تشکل شورا در عرصه اندیشه ورزی شامل اهداف:
۱ـ شناسایی نقاط قوت و ضعف دبیرستان از دید دانش آموزان (باز خوردگیری)
۲ـ مشارکت در شناخت نیازهای روز آمد دانش آموزان (ایده یابی و تصمیم سازی)
۳ـ رهیافت اجرائی جهت رفع نیازهای فوق (تصمیم‌گیری)
۴ـ مشارکت در جمع‌آوری تجارب دیگران
۵ ـ تقویت بنیه اندیشه ورزی دانش آموزان
۶- هم سو سازی دانش آموزان با سیاست‌های مدیریت